# Kowbaszczyna
Kowbaszczyna (ukr. Ковбащина) – wieś na Ukrainie, w obwodzie żytomierskim, w rejonie korosteńskim, w hromadzie Uszomierz. W 2001 liczyła 410 mieszkańców.